# دوآب (چگنی)
دوآب روستایی در دهستان ویسیان بخش ویسیان شهرستان چگنی استان لرستان ایران است. دواب در بین مردم منطقه ویسیان به گرداب نیز شهرت دارد.

## جغرافیا
دوآب در کیلومتر ۳۵ جادهٔ خرم‌آباد به پلدختر واقع شده‌است. این روستا محل تلاقی رودخانهٔ کشکان و خرم رود خرم‌آباد است و به همین دلیل دوآب نامیده می‌شود. جاده ای از این روستا عبور می‌کند پس ازمتصل کردن چند روستا در منطقه تاریخی پل کشکان به جاده مواصلاتی خرم‌آباد - کوهدشت متصل می‌شود. این روستا داری چشمه سارهای فراوانی است که دو چشمهٔ بزرگ آن در کنار روستا و ورودی آن قرار دارند. در این روستای چشمه‌های حاوی گوگرد نیز وجود دارد. زبان مردم این روستا لری است.

## مردم

### معیشت روستا
شغل اکثر اهالی روستا کشاورزی، باغداری ودامپروری است و به ندرت مشاغل دیگری در بین اعضا روستا یافت می‌شود. در اثر سیل سال ۹۸ آسیب‌های جدی به این روستا وارد شد و بیش از سی خانوار دچار آب گرفتگی در منازل خود شدند. همچنین پل ارتباطی این روستا تخریب شد؛ ولی با پیگیری مسئولان وخیرین پل این روستا مجدداً بازسازی گردید.

### قومیت‌های مستقر در روستا
- سادات معظم (خانواده‌های. حیات الغیب. شرفی. گندابی. موسوی)
- ایل بزرگ دلفان (خانواده‌های. نقدی عزیز آبادی. بهاری. علی کرمی)
- ایل بزرگ سکوند (خانواده‌های منصوری. صادق زاده. سکوند)
- ایل بزرگ چگنی (خانواده‌های نادری. ویسکرمی. چگنی)
- طایفه بزرگ خسروبیگی (خانواده‌های کمالی چراغ)

### جمعیت
بر پایه سرشماری عمومی نفوس و مسکن در سال ۱۳۹۵ جمعیت این روستا ۲۱۹ نفر (۷۵خانوار) بوده‌است. بیشتر قشر جوان این روستا به شهرها مهاجرت کرده و جمعیت این روستا در حال کاهش است.

## گردشگری
این روستا یکی از مقاصد گردشگری در فصل‌های بهار و تابستان است از مناظر دیدنی روستا می‌توان به تنگ تیر و درخت‌های ارغوان مشهورش. غار اشکفت و تالاب کوچک زیل دمی گردنه زیبای بالای روستا با نمای حیرت‌انگیز از منطقه اشاره کرد. وجود رودخانه کشکان و نزدیکی به شهر خرم‌آباد باعث شده‌است که افراد زیادی برای شنا به این روستا سفر کنند. وجود چشمه هاو طبیعت زیبای آن در کنار رودخانه موجب شده‌است که شنا گران در کنار شنا از طبیعت آن لذت ببرند.